# 大島郡 (山口県)
- 令制国一覧 > 山陽道 > 周防国 > 大島郡
- 日本 > 中国地方 > 山口県 > 大島郡

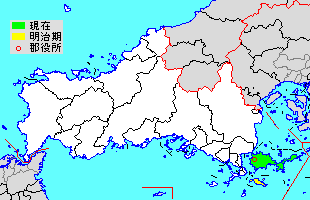
山口県大島郡の位置（緑：周防大島町）

大島郡（おおしまぐん）は、山口県（周防国）の郡。
人口12,934人、面積138.1km²、人口密度93.7人/km²。（2025年2月1日、推計人口）
以下の1町を含む。
- 周防大島町（すおうおおしまちょう）

## 郡域
1879年（明治12年）に行政区画として発足した。当時の郡域は、上記1町に柳井市の一部（平郡）を加えた区域にあたる。

## 歴史

### 古代 - 近代
『古事記』によれば「大島」は「小豆島」の次に生まれた島である。
- 738年（天平10年） - 周防国正税帳に初出。
- 1651年（慶安4年） - 毛利氏は大島郡のおもな区域（本州の遠崎村を含む）を大島宰判とし、勘場（代官や大庄屋が詰め業務を行う役所）を久賀に置いた。本州の神代村・大畠村は岩国領、長島・八島・祝島・佐合島・馬島・牛島は上関宰判となった。

### 近世以降の沿革
- 「旧高旧領取調帳」に記載されている明治初年時点での支配は以下の通り。（39村）

| 知行 | 知行       | 村数 | 村名 |
| ---- | ---------- | ---- | --- |
| 藩領 | 周防山口藩 | 37村 | 遠崎村、戸田村、小松村、屋代村、東三蒲村、西三蒲村、椋野村、久賀村、日前村、安下庄村、西方村、沖家室島、平野村、和田村、油宇村、伊保田村、内入村、小泊村、神浦村、和佐村、森村、地家室村、外入村、油良村、土居村、平郡島、志佐村、秋村、出井村、横見村、日見村、長島、八島、岩見島、佐合島、馬島、牛島 |
| 藩領 | 岩国領     | 2村  | 神代村、大畠村 |

- 慶応4年3月13日（1868年4月5日） - 岩国領が立藩して岩国藩となる。
- 明治4年
  - 7月14日（1871年8月29日） - 廃藩置県により、山口県、岩国県の管轄となる。
  - 11月15日（1871年12月26日） - 第1次府県統合により、全域が山口県の管轄となる。
- 明治初年（44村）
  - 小松村の一部が分立して笠佐島となる。
  - 屋代村が分割して東屋代村・西屋代村となる。
  - 久賀村が分割して東久賀村・西久賀村となる。
  - 安下庄村が分割して東安下庄村・西安下庄村となる。
  - 岩見島が改称して祝島となる。
  - 小松村の一部が分立して小松開作村となる。
- 明治6年（1873年） - 大区小区制が施行。大島郡のおもな区域は第一大区となり、10小区が置かれた（山口県内は21区）。
  - 第一小区（伊保田村・油宇村・和田村・内入村・小泊村）
  - 第二小区（和佐村・神浦村・森村・浮島・平野村）
  - 第三小区（西方村・地家室村・沖家室島・外入村）
  - 第四小区（東安下庄・西安下庄・平郡島）
  - 第五小区（油良村・土居村・日前村）
  - 第六小区（東久賀村・西久賀村）
  - 第七小区（椋野村・東三蒲村・西三蒲村）
  - 第八小区（東屋代村・西屋代村）
  - 第九小区（秋村・出井村・戸田村・横見村・日見村）
  - 第十小区（志佐村・小松村・笠佐島）
  - 本州の神代村・大畠村・遠崎村は第四大区第一小区、長島・八島・祝島は第五大区第三小区、佐合島は同第四小区、馬島・牛島は同第八小区。
- 明治7年（1874年） - 森村の一部が分立して浮島となる。（45村）
- 明治9年（1876年）（36村）
  - 遠崎村・神代村・大畠村の所属郡が玖珂郡に変更。
  - 長島・八島・祝島・佐合島・馬島・牛島の所属郡が熊毛郡に変更。
- 明治12年（1879年）1月6日 - 郡区町村編制法の山口県での施行により行政区画としての大島郡が発足。郡役所が東屋代村に設置。同日大区小区制廃止。
- 明治14年（1881年） - 東久賀村・西久賀村が合併して久賀村となる。（35村）

### 町村制以降の沿革

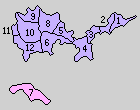
1.油田村 2.和田村 3.森野村 4.家室西方村 5.日良居村 6.安下庄村 7.平郡村 8.久賀村 9.蒲野村 10.屋代村 11.小松志佐村 12.沖浦村（桃：柳井市 紫：周防大島町）

- 明治22年（1889年）4月1日 - 町村制の施行により、以下の各村が発足。特記以外は全域が現・周防大島町。（12村）
  - 油田村 ← 伊保田村、油宇村
  - 和田村 ← 和田村、内入村、小泊村
  - 森野村 ← 神浦村、和佐村、森村、平野村
  - 家室西方村 ← 西方村、地家室村、沖家室島、外入村
  - 日良居村 ← 浮島、油良村、土居村、日前村
  - 安下庄村 ← 東安下庄村、西安下庄村
  - 平郡村（平郡島が単独村制。現・柳井市）
  - 久賀村（単独村制）
  - 蒲野村 ← 椋野村、東三蒲村、西三蒲村
  - 屋代村 ← 東屋代村、西屋代村
  - 小松志佐村 ← 小松村、小松開作村、志佐村、笠佐島
  - 沖浦村 ← 秋村、出井村、戸田村、横見村、日見村
- 明治29年（1896年）9月1日 - 郡制を施行。
- 明治37年（1904年）1月1日 - 久賀村が町制施行して久賀町となる。（1町11村）
- 大正4年（1915年）11月1日 - 安下庄村が町制施行して安下庄町となる。（2町10村）
- 大正5年（1916年）6月1日 - 小松志佐村が町制施行・改称して小松町となる。（3町9村）
- 大正12年（1923年）4月1日 - 郡会が廃止。郡役所は存続。
- 大正15年（1926年）7月1日 - 郡役所が廃止。以降は地域区分名称となる。
- 昭和16年（1941年）11月3日 - 家室西方村が改称して白木村となる。
- 昭和27年（1952年）9月15日 - 小松町・屋代村が合併して大島町が発足。（3町8村）
- 昭和29年（1954年）5月1日 - 平郡村が柳井市に編入。（3町7村）
- 昭和30年（1955年）
  - 1月15日 - 蒲野村・大島町・沖浦村が合併し、改めて大島町が発足。（3町5村）
  - 4月1日 - 油田村・和田村・森野村・白木村が合併して東和町が発足。（4町1村）
  - 4月10日 - 安下庄町・日良居村が合併して橘町が発足。（4町）
- 昭和31年（1956年）
  - 4月5日 - 大島町の一部（椋野）が久賀町に編入。
  - 4月10日 - 大島町の一部（秋の一部）が橘町に編入。
- 平成16年（2004年）10月1日 - 久賀町・大島町・東和町・橘町が合併して周防大島町が発足。（1町）

### 変遷表
| 明治以前 | 明治以前 | 明治初年   | 明治初年 - 明治22年 | 明治22年 4月1日 町村制施行 | 明治22年 - 大正15年           | 昭和元年 - 昭和29年         | 昭和30年 - 昭和64年    | 昭和30年 - 昭和64年          | 平成元年 - 現在            | 現在       |
| -------- | -------- | ---------- | ------------------- | -------------------------- | ----------------------------- | --------------------------- | ---------------------- | ---------------------------- | -------------------------- | ---------- |
| 伊保田村 | 伊保田村 | 伊保田村   | 伊保田村            | 油田村                     | 油田村                        | 油田村                      | 昭和30年4月1日 東和町  | 昭和30年4月1日 東和町        | 平成16年10月1日 周防大島町 | 周防大島町 |
| 油宇村   | 油宇村   | 油宇村     | 油宇村              | 油田村                     | 油田村                        | 油田村                      | 昭和30年4月1日 東和町  | 昭和30年4月1日 東和町        | 平成16年10月1日 周防大島町 | 周防大島町 |
| 和田村   | 和田村   | 和田村     | 和田村              | 和田村                     | 和田村                        | 和田村                      | 昭和30年4月1日 東和町  | 昭和30年4月1日 東和町        | 平成16年10月1日 周防大島町 | 周防大島町 |
| 内入村   | 内入村   | 内入村     | 内入村              | 和田村                     | 和田村                        | 和田村                      | 昭和30年4月1日 東和町  | 昭和30年4月1日 東和町        | 平成16年10月1日 周防大島町 | 周防大島町 |
| 小泊村   | 小泊村   | 小泊村     | 小泊村              | 和田村                     | 和田村                        | 和田村                      | 昭和30年4月1日 東和町  | 昭和30年4月1日 東和町        | 平成16年10月1日 周防大島町 | 周防大島町 |
| 西方村   | 西方村   | 西方村     | 西方村              | 家室西方村                 | 家室西方村                    | 昭和16年11月3日 改称 白木村 | 昭和30年4月1日 東和町  | 昭和30年4月1日 東和町        | 平成16年10月1日 周防大島町 | 周防大島町 |
| 地家室村 | 地家室村 | 地家室村   | 地家室村            | 家室西方村                 | 家室西方村                    | 昭和16年11月3日 改称 白木村 | 昭和30年4月1日 東和町  | 昭和30年4月1日 東和町        | 平成16年10月1日 周防大島町 | 周防大島町 |
| 沖家室島 | 沖家室島 | 沖家室島   | 沖家室島            | 家室西方村                 | 家室西方村                    | 昭和16年11月3日 改称 白木村 | 昭和30年4月1日 東和町  | 昭和30年4月1日 東和町        | 平成16年10月1日 周防大島町 | 周防大島町 |
| 外入村   | 外入村   | 外入村     | 外入村              | 家室西方村                 | 家室西方村                    | 昭和16年11月3日 改称 白木村 | 昭和30年4月1日 東和町  | 昭和30年4月1日 東和町        | 平成16年10月1日 周防大島町 | 周防大島町 |
| 神浦村   | 神浦村   | 神浦村     | 神浦村              | 森野村                     | 森野村                        | 森野村                      | 昭和30年4月1日 東和町  | 昭和30年4月1日 東和町        | 平成16年10月1日 周防大島町 | 周防大島町 |
| 和佐村   | 和佐村   | 和佐村     | 和佐村              | 森野村                     | 森野村                        | 森野村                      | 昭和30年4月1日 東和町  | 昭和30年4月1日 東和町        | 平成16年10月1日 周防大島町 | 周防大島町 |
| 平野村   | 平野村   | 平野村     | 平野村              | 森野村                     | 森野村                        | 森野村                      | 昭和30年4月1日 東和町  | 昭和30年4月1日 東和町        | 平成16年10月1日 周防大島町 | 周防大島町 |
| 森村     | 森村     | 森村       | 森村                | 森野村                     | 森野村                        | 森野村                      | 昭和30年4月1日 東和町  | 昭和30年4月1日 東和町        | 平成16年10月1日 周防大島町 | 周防大島町 |
| 森村     | 森村     | 森村       | 明治7年 分立 浮島   | 日良居村                   | 日良居村                      | 日良居村                    | 昭和30年4月10日 橘町   | 昭和30年4月10日 橘町         | 平成16年10月1日 周防大島町 | 周防大島町 |
| 油良村   | 油良村   | 油良村     | 油良村              | 日良居村                   | 日良居村                      | 日良居村                    | 昭和30年4月10日 橘町   | 昭和30年4月10日 橘町         | 平成16年10月1日 周防大島町 | 周防大島町 |
| 土居村   | 土居村   | 土居村     | 土居村              | 日良居村                   | 日良居村                      | 日良居村                    | 昭和30年4月10日 橘町   | 昭和30年4月10日 橘町         | 平成16年10月1日 周防大島町 | 周防大島町 |
| 日前村   | 日前村   | 日前村     | 日前村              | 日良居村                   | 日良居村                      | 日良居村                    | 昭和30年4月10日 橘町   | 昭和30年4月10日 橘町         | 平成16年10月1日 周防大島町 | 周防大島町 |
| 安下庄村 | 安下庄村 | 東安下庄村 | 東安下庄村          | 安下庄村                   | 大正4年11月1日 町制 安下庄町  | 安下庄町                    | 昭和30年4月10日 橘町   | 昭和30年4月10日 橘町         | 平成16年10月1日 周防大島町 | 周防大島町 |
| 安下庄村 | 安下庄村 | 西安下庄村 | 西安下庄村          | 安下庄村                   | 大正4年11月1日 町制 安下庄町  | 安下庄町                    | 昭和30年4月10日 橘町   | 昭和30年4月10日 橘町         | 平成16年10月1日 周防大島町 | 周防大島町 |
| 秋村     | 一部     | 秋村       | 秋村                | 沖浦村                     | 沖浦村                        | 沖浦村                      | 昭和30年1月15日 大島町 | 昭和31年4月10日 橘町に編入   | 平成16年10月1日 周防大島町 | 周防大島町 |
| 秋村     | 一部     | 秋村       | 秋村                | 沖浦村                     | 沖浦村                        | 沖浦村                      | 昭和30年1月15日 大島町 | 大島町                       | 平成16年10月1日 周防大島町 | 周防大島町 |
| 出井村   | 出井村   | 出井村     | 出井村              | 沖浦村                     | 沖浦村                        | 沖浦村                      | 昭和30年1月15日 大島町 | 大島町                       | 平成16年10月1日 周防大島町 | 周防大島町 |
| 戸田村   | 戸田村   | 戸田村     | 戸田村              | 沖浦村                     | 沖浦村                        | 沖浦村                      | 昭和30年1月15日 大島町 | 大島町                       | 平成16年10月1日 周防大島町 | 周防大島町 |
| 横見村   | 横見村   | 横見村     | 横見村              | 沖浦村                     | 沖浦村                        | 沖浦村                      | 昭和30年1月15日 大島町 | 大島町                       | 平成16年10月1日 周防大島町 | 周防大島町 |
| 日見村   | 日見村   | 日見村     | 日見村              | 沖浦村                     | 沖浦村                        | 沖浦村                      | 昭和30年1月15日 大島町 | 大島町                       | 平成16年10月1日 周防大島町 | 周防大島町 |
| 屋代村   | 屋代村   | 東屋代村   | 東屋代村            | 屋代村                     | 屋代村                        | 昭和27年9月15日 大島町      | 昭和30年1月15日 大島町 | 大島町                       | 平成16年10月1日 周防大島町 | 周防大島町 |
| 屋代村   | 屋代村   | 西屋代村   | 西屋代村            | 屋代村                     | 屋代村                        | 昭和27年9月15日 大島町      | 昭和30年1月15日 大島町 | 大島町                       | 平成16年10月1日 周防大島町 | 周防大島町 |
| 小松村   | 小松村   | 小松村     | 小松村              | 小松志佐村                 | 大正5年6月1日 町制改称 小松町 | 昭和27年9月15日 大島町      | 昭和30年1月15日 大島町 | 大島町                       | 平成16年10月1日 周防大島町 | 周防大島町 |
| 小松村   | 小松村   | 小松開作村 | 小松開作村          | 小松志佐村                 | 大正5年6月1日 町制改称 小松町 | 昭和27年9月15日 大島町      | 昭和30年1月15日 大島町 | 大島町                       | 平成16年10月1日 周防大島町 | 周防大島町 |
| 小松村   | 小松村   | 笠佐島     | 笠佐島              | 小松志佐村                 | 大正5年6月1日 町制改称 小松町 | 昭和27年9月15日 大島町      | 昭和30年1月15日 大島町 | 大島町                       | 平成16年10月1日 周防大島町 | 周防大島町 |
| 志佐村   | 志佐村   | 志佐村     | 志佐村              | 小松志佐村                 | 大正5年6月1日 町制改称 小松町 | 昭和27年9月15日 大島町      | 昭和30年1月15日 大島町 | 大島町                       | 平成16年10月1日 周防大島町 | 周防大島町 |
| 東三蒲村 | 東三蒲村 | 東三蒲村   | 東三蒲村            | 蒲野村                     | 蒲野村                        | 蒲野村                      | 昭和30年1月15日 大島町 | 大島町                       | 平成16年10月1日 周防大島町 | 周防大島町 |
| 西三蒲村 | 西三蒲村 | 西三蒲村   | 西三蒲村            | 蒲野村                     | 蒲野村                        | 蒲野村                      | 昭和30年1月15日 大島町 | 大島町                       | 平成16年10月1日 周防大島町 | 周防大島町 |
| 椋野村   | 椋野村   | 椋野村     | 椋野村              | 蒲野村                     | 蒲野村                        | 蒲野村                      | 昭和30年1月15日 大島町 | 昭和31年4月10日 久賀町に編入 | 平成16年10月1日 周防大島町 | 周防大島町 |
| 久賀村   | 久賀村   | 東久賀村   | 東久賀村            | 久賀村                     | 明治37年1月1日 町制 久賀町    | 久賀町                      | 久賀町                 | 久賀町                       | 平成16年10月1日 周防大島町 | 周防大島町 |
| 久賀村   | 久賀村   | 西久賀村   | 西久賀村            | 久賀村                     | 明治37年1月1日 町制 久賀町    | 久賀町                      | 久賀町                 | 久賀町                       | 平成16年10月1日 周防大島町 | 周防大島町 |
| 平郡村   | 平郡村   | 平郡村     | 平郡村              | 平郡村                     | 平郡村                        | 昭和29年5月1日 柳井市に編入 | 柳井市                 | 柳井市                       | 柳井市                     | 柳井市     |

## 行政
歴代郡長
| 代 | 氏名 | 就任年月日               | 退任年月日                | 備考                   |
| -- | ---- | ------------------------ | ------------------------- | ---------------------- |
| 1  |      | 明治12年（1879年）1月6日 |                           |                        |
|    |      |                          | 大正15年（1926年）6月30日 | 郡役所廃止により、廃官 |